# Олимпийский конфликт
Олимпийский конфликт 668—580/572 до н. э. — соперничество между элейцами и писатами за контроль над Олимпией и право проведения Олимпийских игр.

## Начало конфликта
Олимпия с древним святилищем находилась на землях Писы, которые в IX или начале VIII века до н. э. были захвачены элейцами. Элейцы организовали или возобновили Олимпийские игры, сначала, по-видимому, для атлетов Пелопоннеса, затем всей Греции. Этим они добились известности, а также получили значительный источник дохода.
С конца VIII века до н. э., после победы в Первой Мессенской войне, спартанцы распространили своё влияние на Элиду и Олимпию. Этим были недовольны враги Спарты аргосцы, и на следующий год после разгрома спартанцев при Гисиях царь Аргоса Фидон объединился с писатами, ввел войска в Олимпию и изгнал оттуда элейцев. Свои действия он мотивировал тем, что борется за наследство царя Темена, десятым потомком которого себя считал, а Олимпийские игры, по преданию, были основаны предком Темена Гераклом. Фидон сам провел 28-е Олимпийские игры (668 до н. э.), а затем передал контроль над ними писатам.

## Борьба элейцев с писатами
Элейцы, благосостояние которых зависело от проведения игр, начали борьбу с жителями Писы; некоторые подробности этих войн сообщает Павсаний. Союзниками писатов были жители Скиллунта в Трифилии, также враждовавшие с Элидой. По словам Павсания, в 34-ю олимпиаду (644—640 до н. э.) писаты во главе с царем Панталеонтом собрали союзников из соседних областей (Трифилии и некоторых общин Элиды), заняли Олимпию и провели игры. В 48-ю олимпиаду (588—584 до н. э.) элейцы выступили против Дамофонта, сына Панталеонта, обвинив его в намерении поднять мятеж, но этот конфликт был улажен миром.
Павсаний сообщает, что игры 668 и 644 до н. э. были объявлены элейцами незаконными и исключены из официального списка; а по сведениям Юлия Африканского, писаты провели игры с 30-х по 52-е (660—572 до н. э.)
Пирр, наследовавший своему брату Дамофонту, выступил против элейцев в союзе с городами Трифилии Макистом и Скиллунтом, а также жителями Диспонта, отпавшими от Элиды. В этом конфликте элейцев поддержала Спарта, которой был нужен союзник против Трифилии, Аркадии и Аргоса. Сближению между Элидой и Спартой способствовало сходство их политических режимов, так как элейцы придерживались элитаристских принципов, как и спартиаты, и превращали зависимые племена в периеков.

## Покорение Писы
В первые десятилетия VI века до н. э. спартанские войска помогли элейцам покорить Пису и захватить Олимпию и Трифилию, и с 580 или 572 до н. э. Элида снова руководила играми. Земли Писы были опустошены, население обращено частью в рабов, частью в периэков, Скиллунт и другие города разрушены, а жители изгнаны. Со Спартой элейцы заключили военный союз (симмахию), а в середине VI века до н. э. Элида вошла в состав Пелопоннесского союза.
Она была очень важным союзником для спартанцев, так как служила источником денежных средств, и за время существования Пелопоннесского союза Спарта ни разу не вмешалась в её внутренние дела, а военная мощь спартанцев гарантировала безопасность проведения игр и способствовала процветанию области.
Писа смогла снова подняться против захватчиков только после разгрома Спарты фиванцами и формального роспуска Пелопоннесского союза; при поддержке аркадцев писатам удалось добиться временного успеха, но затем они были окончательно разгромлены.